# Масакр крај Дервишке њиве
Масакр крај Дервишке њиве, се десио на Бадњи дан 6. јануара 1916. у селу Горњи Манастирец код Македонског Брода, Северна Македонија, где је бугарска војска измасакрирале 103 најугледнија српска мештанина овог села и околине.

## Историја
По повлачењу српске војске, за време Првог светског рата, Бугарска је окупирала Вардарску Македонију у којој је почела да организује казнену експедицију под вођством потпуковника Константина Панова. Ухапшено је 205 лица, углавном виђених људи: свештеници, учитељи, председници општина, начелници комитета, војводе и четници. Око половине њих је одведено у Прилеп, а остали су убијени на Дервишкој њиви. Један од вођа Илинденског устанка, свештеник Тасе Коневић, нашао се међу убијеним и масакрираним Србима у Поречу.
Спомен-капела са костурницом у селу Горњи Манастирец код Македонског Брода посвећена је стрељаним житељима Пореча, страдалим од бугарских окупатора 1916. године.